# Johann Georg von Soldner
Pour les articles homonymes, voir Soldner.
Johann Georg von Soldner (Feuchtwangen, 16 juillet 1776-Bogenhausen, 13 mai 1833) est un physicien, mathématicien et astronome bavarois.

## Biographie
Fils d'un agriculteur, Johann Andreas Soldner, il est rapidement remarqué pour ses capacités en mathématiques, créant par lui-même, déjà avant ses études secondaires, des instruments. En 1795, il fait des études de langues et de mathématiques à Ansbach.
En 1797, il s'installe à Berlin et devient assistant en géométrie de l'astronome Johann Elert Bode. Il participe à des travaux de géodésie et d'astronomie et, de 1804 à 1806, devient le chef de travaux d'arpentage à Ansbach.
En 1808, il travaille la trigonométrie à Munich pour une commission d'arpentage.
Astronome à la cour (1815), il est nommé en 1816, directeur de l'observatoire de Bogenhausen à Munich. Atteint d'hépatopathie dès 1828, Johann von Lamont conduit, sous sa supervision, les opérations de l'observatoire.
Il est inhumé dans le cimetière de l'église Saint-George à Bogenhausen.

## Travaux
La Constante de Ramanujan-Soldner et le système de coordonnées Soldner (de) portent son nom. Ce dernier a été utilisé en Allemagne jusqu'au milieu du XXe siècle.
En 1809, il calcule la constante d'Euler-Mascheroni à la valeur de 24 décimales et a publié sur le logarithme intégral.
Il est essentiellement connu aujourd'hui pour avoir conclu, sur la base de la théorie corpusculaire de la lumière d'Isaac Newton, que la lumière serait déviée par les corps célestes. Dans un article écrit en 1801 et publié en 1804, il a calculé le montant de la déviation d'un rayon lumineux d'une étoile. Oubliés pendant tout le XIXe siècle, pendant lequel prédomine la théorie ondulatoire de la lumière, ces travaux sont redécouverts dans les années 1920 après qu'Einstein ait proposé de mesurer la déviation des rayons lumineux par le Soleil pour tester la validité de la relativité générale,.

## Publications
- On the deflection of a light ray from its rectilinear motion, by the attraction of a celestial body at which it nearly passes by, Berliner Astronomisches Jahrbuch, 1801-1804, p. 161–172
- Théorie et tables d'une nouvelle fonction transcendante, 1809
- Theorie der Landesvermessung, 1810
- Bestimmung des Azimuths von Altomünster, 1813
- Neue Methode beobachtete Azimuthe zu reduciren, 1814
- Über die Ablenkung eines Lichtstrahls von seiner geradlinigen Bewegung durch die Attraktion eines Weltkörpers, an welchem er nahe vorbeigeht,  Annalen der Physik no 65, 1921, p. 593-604

## Distinctions

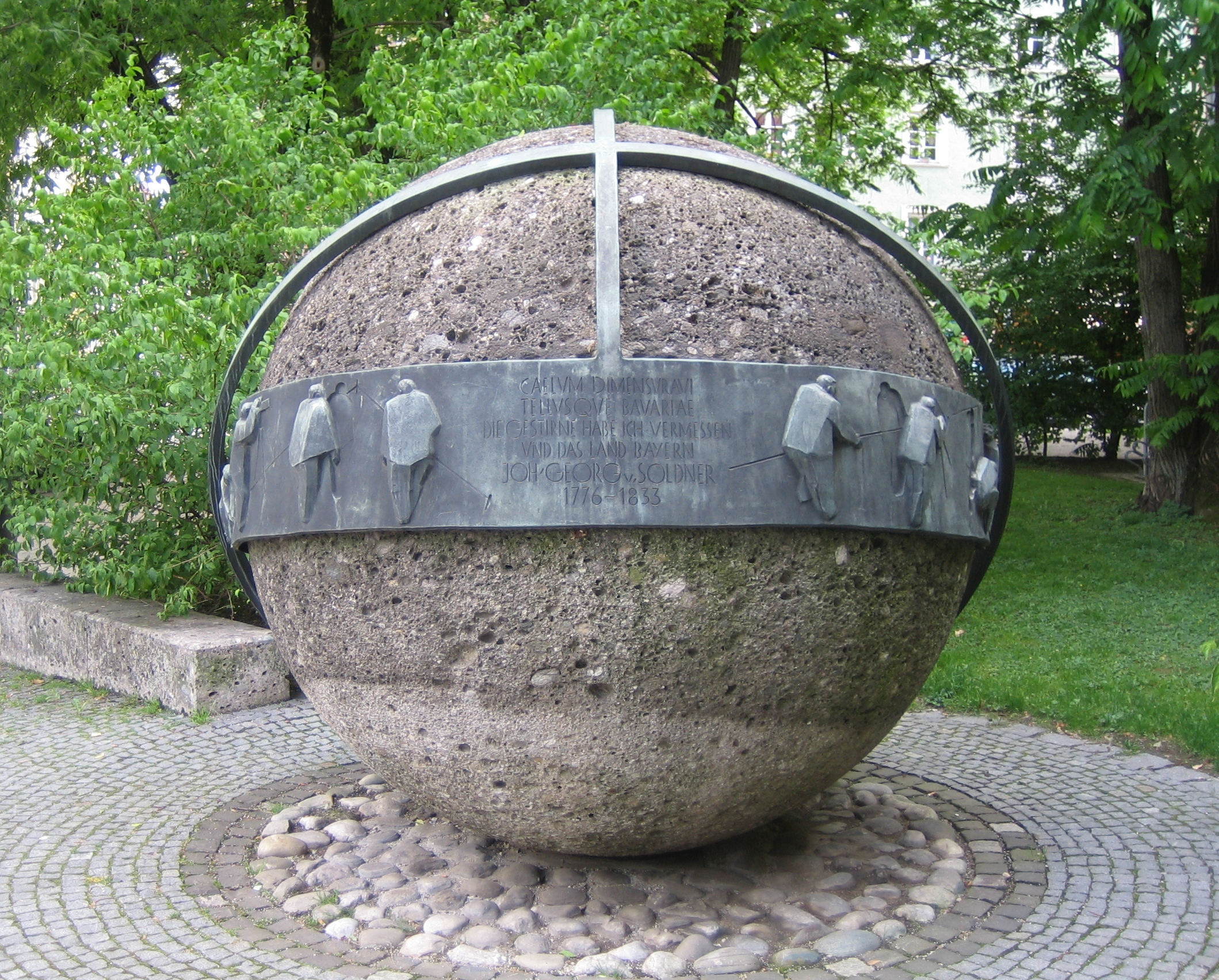
Monument en son honneur devant le Bureau d'État de topographie et de géo-information de Munich

- Membre de l'Académie bavaroise des sciences (1815)
- Membre de la Royal Astronomical Society (1825)
- Chevalier de l'Ordre du mérite civil de la Couronne de Bavière (1825)
- Chevalier de l'Ordre national de la Légion d'honneur (France) (1829)